# Kunwara Baap (1974)
Kunwara Baap (Hindi: कुंवारा बाप; übersetzt: alleinstehender Vater) ist ein Hindi-Film von Mehmood aus dem Jahr 1974, der die Krankheit Polio thematisiert.

## Handlung
Radha gebärt ein Kind, doch als der Kindsvater Vinod sich weigert Radha zu heiraten, legt sie den Jungen auf die Treppe eines Tempels. Dort wird das Kind von dem armen Rikschafahrer Mahesh aufgelesen. Liebevoll nimmt er den kleinen Jungen bei sich auf und gibt ihm den Namen Hindustan.
Bald stellt sich heraus, dass Hindustan aufgrund der schlechten Lebensverhältnisse und der mangelnden Hygiene an Polio erkrankt. Der Doktor ermahnt Mahesh, der sich alle Mühe gibt, sich um den Jungen zu kümmern. Dabei kommt ihm Sheela zur Hilfe.
Die leiblichen Eltern bereuen ihre Tat und bitten den Polizisten Ramesh ihren vermissten Sohn wieder zu finden. Mit 12 Jahren wird Hindustan mit seinen Eltern vereint. Trotzdem kämpft Mahesh weiterhin dafür den Jungen zu behalten. Aber er sieht ein, dass Hindustans reiche Eltern die nötige Operation bezahlen und ihn besser versorgen können. Nach der Operation besuchen die drei den Rikschafahrer, der dann stirbt.
Nach Maheshs Tod steht der Schauspieler Mehmood auf und erklärt dem Publikum, dass sein Tod nur der Kamera dient, aber die Krankheit Polio im wahren Leben auftritt und tödlich endet. Weiterhin fordert er die Eltern auf, ihre Kinder dagegen impfen zu lassen.

## Musik
| Songtitel                     | Sänger/in                               |
| ----------------------------- | --------------------------------------- |
| Aari Aaja Nindiya Tu          | Kishore Kumar, Lata Mangeshkar, Mehmood |
| Main Hoon Ghoda Yeh Hai Gaadi | Kishore Kumar, Mehmood                  |
| Saj Rahi Gali Teri Maa        | Mohammed Rafi, Mehmood, Eunuchs         |
| Jay Bholenath Jay Ho Prabhu   | Kishore Kumar, Lata Mangeshkar          |

## Auszeichnungen
Filmfare Award 1975
- Nominierung für den Filmfare Award/Bester Komiker (Mehmood)